# Sillano Giuncugnano
Sillano Giuncugnano es una localidad italiana de la provincia de Lucca, Región de Toscana, con 1064 habitantes